# 桑给巴尔石头城
桑给巴尔石头城（羅馬化：madīnat Zanjibār al-ḥajariyya）是坦桑尼亚桑给巴尔的主要城市桑给巴尔市的老区之一。石头城与新城恩格阿姆博相对应，意为“另一侧”，位于桑给巴尔群岛的主岛安古迦岛的西海岸。本城早前是桑给巴尔苏丹国的首都，历史上是香料贸易和19世纪的奴隶贸易中心，殖民统治时期它仍在桑给巴尔有重要的地位。
石头城在东非的历史和艺术方面具有较高的代表性，它的建筑，尤其是19世纪及其之前，主要受斯瓦希里文化的影响，此外像摩尔文化、阿拉伯文化、波斯文化、印度文化、欧洲文化等都或多或少产生了影响。2000年由联合国教科文组织列入世界遗产名录。
由于石头城的遗产，当地也是坦桑尼亚重要的旅游地，与此相关的旅游产业相对比较发达。

## 歷史

### 中世紀桑给巴尔
有關「桑给巴尔」的文字記載最早見於《爱利脱利亚海周航记》（公元一世紀至三世紀），其中提及的Menuthias島被認為是今日桑给巴尔。桑给巴尔，類似附近的海岸地帶，於公元一千紀期間遷入了班圖人。近期在桑给巴尔西北角的Fukuchani考古發現，表明6世紀已存在定居的漁農業社會。發現的大量抹灰籬笆牆表明有木造建築。而且還發現了貝殼珠、磨珠機和鐵渣。有證據顯示當地有限度地參與了長途貿易：已發現少量進口陶器，不到總陶器發現量的1％，主要是從波斯灣地區來的，其歷史可追溯至5至8世紀。與姆科托尼（Mkokotoni）和达累斯萨拉姆等當代遺址的相似之處表明，社區已形成統一的群體，發展成沿海海洋文化的第一個中心。考古證據推論約於八至十世紀時桑给巴尔已成為東非斯瓦希里海岸印度洋貿易據點的中心。
香加尼（Shangani），發展成石头城以前的漁村，只是微不足道的11世紀斯瓦希里遺址。八至十六世紀時，更大的市鎮，包括溫古賈烏庫（Unguja Ukuu）、基濟姆卡濟（Kizimkazi）和通巴圖人（Tumbatu），是島的主要勢力。葡萄牙人於16世紀初在香加尼興建了一座教堂，而到了17世紀中葉溫古賈北部的女王又在這建造了一個房子。17世紀，桑给巴尔人和奔巴人將葡萄牙人趕走時，當地貴族邀請阿曼蘇丹在當地行使政治權力，以換取對葡萄牙報復的保護。葡萄牙教堂的一部分改建成阿曼要塞，駐有50名士兵。蘇丹還任命了地方總督，但政治權力仍主要歸屬於姆維尼·姆庫烏（Mwinyi Mkuu），當時的法蒂瑪女王。
在附近奔巴島的發掘工作，尤其是在拉穆群島的Shaunga的發掘工作，為建築發展提供了最清晰的畫面。最早期的建築是木造的（約1050年），後來用上泥土和珊瑚壁（約1150年）。這些房屋不斷用更加永久的材料重建。到了13世紀，房屋是用石造的，並用泥漿粘合，而14世紀出現用石灰粘結石材。只有較富裕的貴族會建造石和石灰製的房屋，這種材料的強度允許了平屋頂，而大多數人口則居住在與11世紀和12世紀類似的單層茅草房中。根據湯姆·米德爾頓（Tom Middleton）和馬克·霍頓（Mark Horton）的說法，這些石屋的建築風格沒有阿拉伯或波斯元素，應被視為當地本土建築的完全本土化發展。雖然桑给巴尔石头城的許多建築在阿曼統治期間進行了重建，不過附近的遺址闡明了斯瓦希里和桑给巴尔在15世紀之前的建築總體發展。

### 阿曼統治

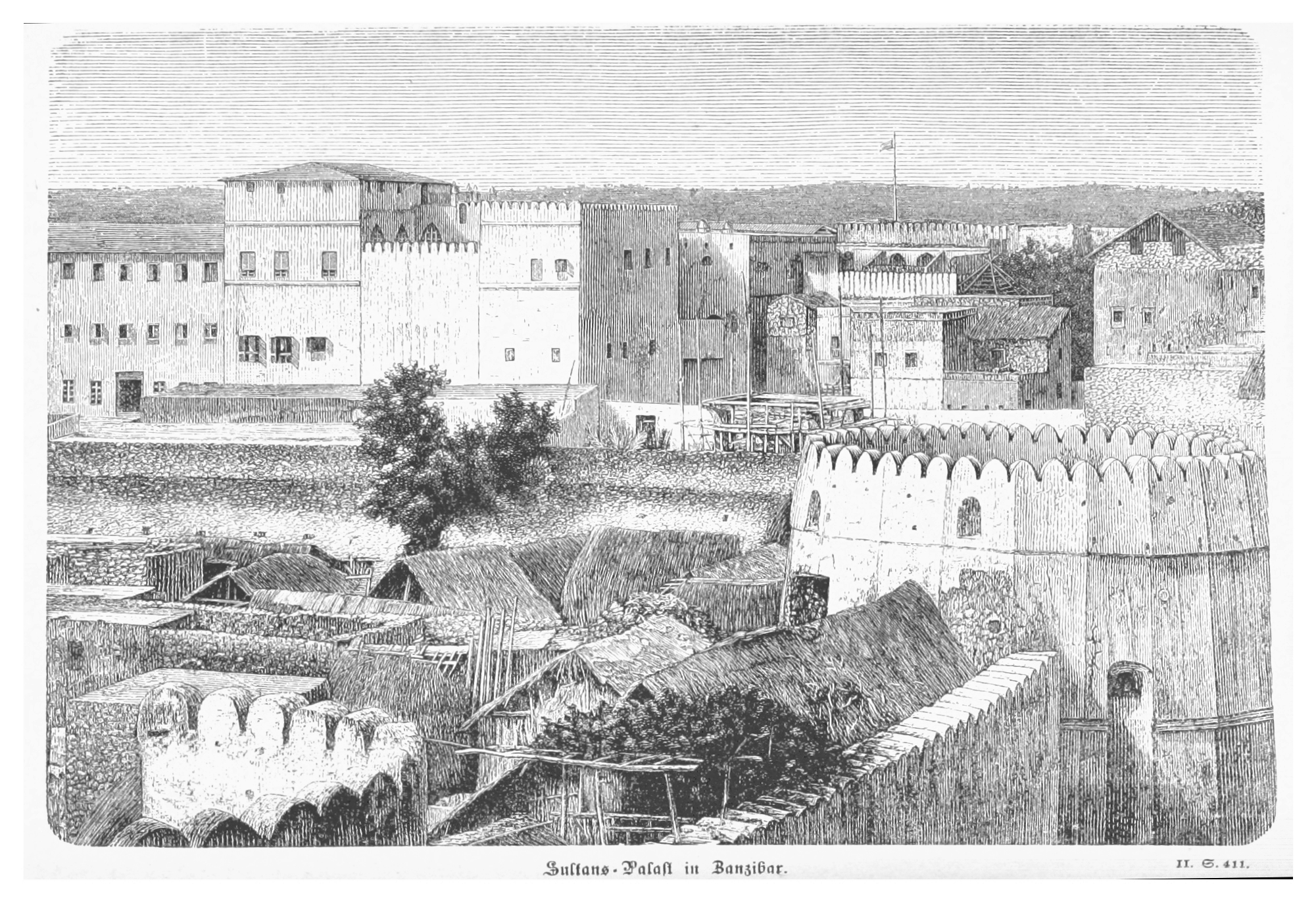
從1871年到1875年的石头城手繪，顯示了古堡和宮殿。

石头城坐落在天然港口旁，葡萄牙人是最早涉足桑给巴尔島的歐洲人。葡萄牙人統治該島超過2個世紀，並開始建造石头城的第一個石造結構——古堡（The Old Fort）。但是，到了17世紀末，阿曼蘇丹國占領了該島，並完善了防禦工事，以防止未來的襲擊。第一批石头城的石建築可能於19世紀30年代開始興建，取代古堡周圍的舊有漁村。當時，阿曼蘇丹國控制了桑給巴爾群島、蒙巴薩和斯瓦希里海岸。
1840年，阿曼蘇丹賽義德·本·蘇爾坦把朝廷從本土的馬斯喀特遷到石头城，從此石头城進入了高速發展期，先後充當阿曼和桑给巴尔蘇丹國的首都。隨著英國取締印度洋的奴隸貿易，蘇丹國首當其衝。馬斯喀特經濟陷入困境，許多阿曼人移民到桑給巴爾。島上阿拉伯人口增加促進了進一步的發展，而石头城開始建造更多的建築物。此外，還建造了宏偉的王室建築，如奇蹟屋（The House of Wonders）和蘇丹皇宮。因為阿曼王室的王位繼承紛爭，到了1861年，桑给巴尔和阿曼分開了，而桑给巴尔成為馬吉德·本·賽義德統治的獨立蘇丹國。
在19世紀，石头城繁榮發展成一個貿易中心。它以香料（主要是丁香）和奴隸的貿易而聞名。大概到了世紀中葉，蘇丹國與英國人有了緊密關係。例如戴維·利文斯通，他於1866年留了在石头城，準備最後一次在東非內陸探索。在同一時期，由於該城的激烈商業活動，形成了多個來自阿曼、波斯和印度的移民社區。桑给巴尔蘇丹鼓勵外國商人移民，這些商人變得非常富有，並定居在市內，為這裡的建築帶來了多樣性。

### 殖民控制

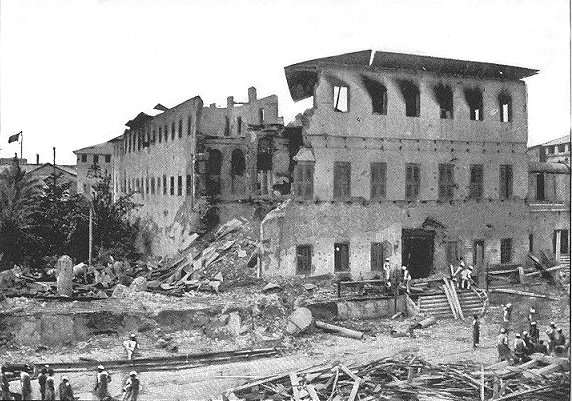
1896年英桑战争英國海軍轟炸的影響

到了世紀末，桑给巴尔在東非的大陸領地在英國與德國的合謀下已皆盡喪失。1890年，伴隨着《黑爾戈蘭－桑給巴爾條約》，桑給巴爾淪為了英國保護國。1896年，桑给巴尔阿曼人突然叛亂，反對英國統治，引發了英桑战争，這場戰爭被認為是歷史上最短的戰爭：蘇丹在皇家海軍對石頭城進行了45分鐘的海上轟炸後投降。
在英國保護時期，蘇丹仍然保留了一些權力，而石頭城仍然是非正式貿易的一個相對重要的貿易中心。儘管該城以前有一條小型鐵路，但英國人還是修建了一條從該城到Bububu村的鐵路。英國人沒有為該城的重大發展提供資金，而是讓蘇丹在石頭城管理島嶼事務。英國給予蒙巴薩和达累斯萨拉姆作為東非貿易站的特權。

### 桑给巴尔革命
1964年，石頭城是桑给巴尔革命的戰場，這場革命導致蘇丹被廢黜，誕生由非洲-設拉子黨領導的社會主義政府。革命導致2萬多人被殺，難民，特別是阿拉伯人和印度人逃離了該島。阿拉伯人和印度人拋棄了島上的所在東西，而非洲-設拉子黨立刻把他們留下的舊房子改造成公眾建築。1964年當坦噶尼喀和桑给巴尔合併組建坦桑尼亞時，石鎮保留了桑给巴尔首府和政府所在地的作用，桑给巴尔獲宣佈為新國家的半自治部分。

## 地理
石头城大致位于安古迦岛的西海岸，桑给巴尔海峡处向外突出的海角位置。与本地隔海相望最近的城市是西南方向大陆上的巴加莫约。石头城是桑给巴尔市的一部分，市內包括新城恩格阿姆博（Ng'ambo），它大部分在石头城東南方向延伸入安古迦岛內陸。石头城與的恩格阿姆博的抽象邊界是一條叫「Creek Road」的大街。。

## 交通
石头城的主要交通工具是小巴，并配有一个小型机场，主要飞往坦桑尼亚大陆的阿鲁沙和达累斯萨拉姆等城市，此外也有前往内罗毕、蒙巴萨和约翰内斯堡等非洲主要城市的航班。石头城的港口每天九時半，十二時半跟三時半發船，可以到达达累斯萨拉姆和奔巴岛。

## 世界遗产
桑给巴尔石头城于2000年列入联合国教科文组织世界遗产名录，登录面积96 ha，缓冲区面积85 ha。该世界遗产被认为满足世界遺產登錄基準中的以下基準而予以登錄：
- （ii）在某期间或某种文化圈里对建筑、技术、纪念性艺术、城镇规划、景观设计之发展有巨大影响，促进人类价值的交流。
- （iii）呈现有关现存或者已经消失的文化传统、文明的独特或稀有之证据。
- （vi）具有显著普遍价值的事件、活的传统、理念、信仰、艺术及文学作品，有直接或实质的连结（世界遗产委员会认为该基准应最好与其他基准共同使用）。

## 名人
- 佛莱迪·摩克瑞，皇后乐队主唱。
- 戴维·利文斯顿，探险家、传教士。